# جاده ئی۴۶۱ اروپا
جاده ئی۴۶۱ اروپا (به انگلیسی: European route E461) یکی از جاده‌های درجه ۲ قاره اروپا است.
این جاده از شهر اسویتاوی (جمهوری چک) شروع شده و در شهر وین (اتریش) به پایان می‌رسد.